# Bad Berleburg
Bad Berleburg [baːt 'beɐ̯ləˌbuɐ̯k] – miasto uzdrowiskowe w Niemczech, w kraju związkowym Nadrenia Północna-Westfalia, w rejencji Arnsberg, w powiecie Siegen-Wittgenstein. W 2010 roku liczyło 19 814 mieszkańców.